# سیارک ۱۴۳۴۲
سیارک ۱۴۳۴۲ (به انگلیسی: 14342 Iglika، نامگذاری:1984SL) چهارده هزار و سیصد و چهل و دومین سیارک کشف شده‌است که در ۲۳ سپتامبر ۱۹۸۴ کشف شد.